# O'Brien (sous-marin)
Pour les articles homonymes, voir O'Brien.
Le O'Brien (S22) est un sous-marin d'attaque de la marine chilienne, de classe Oberon ; son sister-ship est le Hyatt.
Ils sont remplacés en 2006 - 2007 par de nouvelles unités de la classe Scorpène, le General Carrera et le General O'Higgins.